# Гаврилишин Петро Михайлович
Петро Михайлович Гарилишин (нар. 3 травня 1987 см.Коропець, УРСР) — український історик, кандидат історичних наук. Директор Наукової бібліотеки ПНУ ім. Стефаника 2017—2022. Провідний дослідник проблематики трудової української еміграції в Європу. Вивчає також історію Станиславова (нині Івано-Франківськ) та Галичини. Дослідник біографії проф., вченого-економіста Богдана Гаврилишина).

## Біографія
Петро Гаврилишин народився 3 травня 1987 року в смт Коропець. Його стрийко — Богдан Гаврилишин.
2004 року з відзнакою закінчив школу. Вступив на факультет історії, політології та міжнародних відносин Прикарпатського університету імені Василя Стефаника. 2009 року з відзнакою закінчив виш.
2012 року захистив дисертацію на тему: «Імміграційна політика Італійської Республіки на прикладі української трудової еміграції (1991—2011 рр.)», науковий керівник — професор Олег Жерноклеєв.
2013—2014 рр. — стипендіат Програми Уряду Польщі для молодих науковців, стажувався у Варшавському університеті (Інститут соціології та Студіум Східної Європи).
2013—2016 рр. — провідний фахівець Центру дослідження Центрально–Східної Європи Прикарпатського національного університету ім. В.Стефаника.
З 2014 р. — працює як асистент кафедри міжнародних відносин Прикарпатського національного університету ім. В.Стефаника
З 2016 року — член Національної спілки краєзнавців України.
З 2017 до 2022 року — директор Наукової бібліотеки Прикарпатського університету.
З 2017 р. — співорганізатор щорічної міжнародної українсько-польської наукової конференції «Станиславів і Станиславівщина» спільно з Центром польської культури та європейського діалогу в Івано-Франківську, Військово-технічною Академією у Варшаві та Військово-морською Академією в Гдині.
З 2018 року — доцент кафедри міжнародних відносин Прикарпатського університету
З 2019 — дійсний член Української бібліотечної асоціації; завершив навчання курсу pre-MBA «Маркетинг» в бізнес-школі «МІМ-Київ».
2020 року започаткував серію книг «Цікава історія»
З 2022 р. — член ГО «Наукове товариство історії дипломатії та міжнародних відносин». 
З 2024 р. - член Національної спілки журналістів України (НСЖУ). 
2024 р. - отримав вчене звання доцента.

## Вибрані праці
- Гаврилишин П. М. Українська трудова імміграція в Італії (1991—2011 рр.): монографія. — Івано-Франківськ: Вогонь з неба, 2012. — 246 с.
- Гаврилишин П. М. Українська трудова імміграція в Італії (1991—2011 рр.): монографія. — 2-ге вид., випр. і допов. — Брустурів: Дискурсус, 2014. — 300 с.
- Гаврилишин П., Чорненький Р. Станиславів: віднайдені історії. Науково-популярне видання. — Брустурів: Дискурсус, 2020. — 256 с. (серія «Цікава історія» № 1).
- Гаврилишин П., Чорненький Р. Станиславівщина: віднайдені історії. — Брустури: Дискурсус, 2022. — 176 с. (серія «Цікава історія» № 2).
- Кваснюк Я. Б., Чорненький Р. В., Гаврилишин П. М. Військові некрополі Станиславова–Івано-Франківська (1991—2011 рр.): монографія. — Брустури: Дискурсус, 2022. — 480 с. (серія «Цікава історія» № 3)
- Гаврилишин П. Поляки в Станиславові. — Брустури: Дискурсус, 2022. — 208 с. (серія «Цікава історія» № 5)
- Гаврилишин П., Чорненький Р. Табори для інтернованих і військовополонених на території Західноукраїнської Народної Республіки – Західної області Української Народної Республіки (1918–1919): монографія. Пер. на польську Юлія Кшановська. - Брустури : Дискурсус, 2023. - 488 с.

## Нагороди, відзнаки
Спільно з Романом Чорненьким нагороджений Відзнакою IV Конкурсу Історичної нагороди ім. Леона Василевського від польської Fundacja Wolność i Demokracja (Варшавa) за двомовну книгу "Гаврилишин П., Чорненький Р. Табори для інтернованих і військовополонених на території Західноукраїнської Народної Республіки – Західної області Української Народної Республіки (1918–1919): монографія. Івано-Франківськ, Брустури: Дискурсус, 2023. 488 с." .
Подяка міського голови Івано-Франківська Р. Марцінківа як співавтору книги "Івано-Франківськ: сторінки історії" за активну громадянську позицію та популяризацію історії міста  (2025).